# 니코 에스테베스
니콜라스 "니코" 에스테베스 마르티네스(스페인어: Nicolás "Nico" Estévez Martínez, 1980년 1월 29일, 발렌시아 주 발렌시아 ~)는 스페인의 축구 지도자로 선수로 뛴 적은 한번도 없다.

## 지도자 경력
스페인 발렌시아 출신으로 19세의 어린 나이에 산호세 유스팀의 감독으로 지도자 커리어를 시작한 뒤 2004년부터 2011년까지 고향팀인 발렌시아 CF 유스팀의 감독으로 재직했고 이후 세군다 디비시온 B의 우라칸 발렌시아의 감독으로 2011년부터 2013년까지 역임하는 동안 88경기 41승 34무 13패의 높은 승률을 거두며 2회 연속 플레이오프 진출(2011-12, 2012-13)을 이끌었으며 이 가운데 2012-13 시즌에서 세군다 디비시온 B 3조 최우수 지도자에 선정되기도 했다.
그 뒤 2013년 7월부터 2014년 4월까지 발렌시아 CF 메스타야의 감독을 맡았고 2013년 12월 16일부터 열흘동안 발렌시아 CF의 감독 대행을 맡은 뒤 2017년부터 2018년까지 미국 메이저 리그 사커의 콜럼버스 크루의 수석 코치를 맡아 2017년 MLS컵 4강 플레이오프 진출(서부컨퍼런스 준우승)을 이끌었다.
그리고 2019년부터 2021년까지 2년동안 미국 대표팀의 수석 코치로 그렉 버홀터 감독을 보좌하며 2019년 CONCACAF 골드컵 준우승, 2021년 CONCACAF 골드컵과 2019-20년 CONCACAF 네이션스리그 우승 등에 기여한 후 2021년 12월 FC 댈러스의 사령탑으로 부임하여 2022년 MLS컵 4강 진출을 이끌었다.

## 수상

### 클럽 (지도자)
콜럼버스 크루 (수석 코치)
- MLS컵 : 4강 (2017)

 FC 댈러스
- MLS컵 : 4강 (2022)

### 국가대표팀 (지도자)
미국 (수석 코치)
- CONCACAF 골드컵 : 우승 (2021), 준우승 (2019)
- CONCACAF 네이션스리그 : 우승 (2021)

### 개인
- 세군다 디비시온 B 3조 최우수 감독 (라몬 코보 상): 2012–13[12]